# قراتلو (مراغه)
قراتلو (مراغه)، روستایی از توابع بخش مرکزی شهرستان مراغه در استان آذربایجان شرقی ایران است.
مردم این روستا از طوایف عشایر که در این روستا ساکن شده اند تشکیل شده است وعده ای نیز از منطقه قره داغ واروغ به این روستا نقل مکان کرده اند

## جمعیت
این روستا در دهستان سراجوی شمالی قرار دارد و براساس سرشماری مرکز آمار ایران در سال ۱۳۸۵، جمعیت آن ۹۷۱ نفر (۲۳۷خانوار) بوده‌است.